# Імперія (провінція)
Провінція Імперія (італ. Provincia di Imperia) — провінція в Італії, у регіоні Лігурія.
Площа провінції — 1 156 км², населення — 222 362
 осіб.
Столицею провінції є місто Імперія.

## Географія

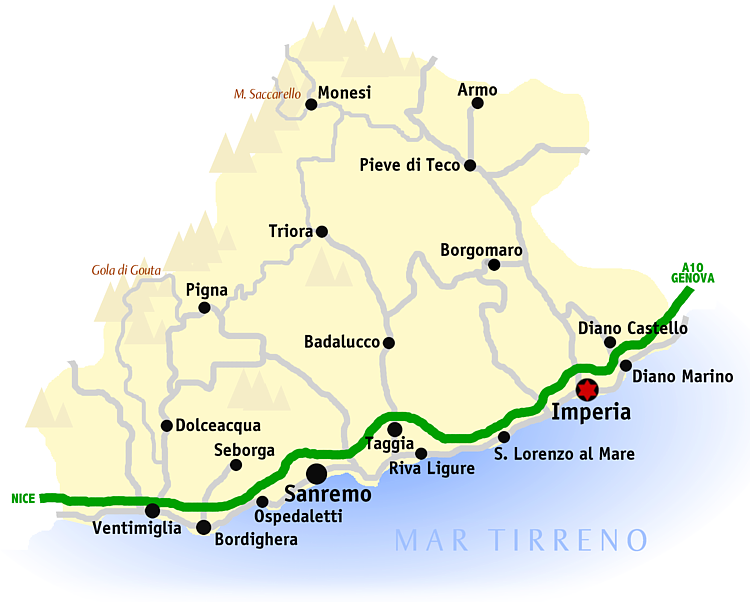
Мапа провінції

Межує на півночі з регіоном П'ємонт (провінцією Кунео), на сході з провінцією Савона, на заході з Францією, на півдні з Лігурійським морем.

## Основні муніципалітети
Найбільші за кількістю мешканців муніципалітети (ISTAT):
- Санремо — 56.385 осіб
- Імперія — 41.252 осіб
- Вентімілья — 25.647 осіб
- Таджа — 14.143 осіб
- Бордігера — 10.667 осіб